# Refutação
Em lógica informal, uma refutação ou objeção, é uma razão que vai contra uma premissa, lema ou conclusão. A refutação de uma refutação é conhecida como retribuição.